# (6639) Marchis
(6639) Marchis est un astéroïde de la ceinture principale.

## Description
(6639) Marchis est un astéroïde de la ceinture principale. Il fut découvert le 25 septembre 1989 à La Silla par Henri Debehogne. Il présente une orbite caractérisée par un demi-grand axe de 3,17 UA, une excentricité de 0,13 et une inclinaison de 2,5° par rapport à l'écliptique.

## Compléments